# 오늘의 조선

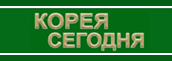

오늘의 조선(Korea Today, 今日朝鮮)은 조선민주주의인민공화국의 잡지이다.

## 개요
이 잡지는 평양시 서성구역 장경2동에 있는 조선외국문도서출판사에서 발간한다. 이 잡지는 외국어로 발행하고 있다. 이 잡지를 외국어로 발행하는 까닭은 그 구독층이 해외에 살고 있는 동포나 무역업자이기 때문이다.
이 잡지는 획이 굵은 산세리프체로 표지제목을 달았으며, 그 바탕을 초록색으로 장식하고, 위에는 사진으로 묘사한다.
"오늘의 조선"의 내부는 조선로동당의 정책에 관련 기사, 사회주의체제에서 일어나는 소식들, 세계 각지에서 전하는 소식으로 꾸며져 있는데, 어떤 때는 상품홍보나 자국의 무역회사에 관한 소식도 전달한다.
이 잡지는 1958년 8월에 창간했으며 10개의 언어로 발간하였다가, 1989년 1월에 일본어판을 정간했다.
"오늘의 조선"이라는 잡지는 2004년에 개설된 조선민주주의인민공화국의 인터넷 사이트인 "내나라"에서 기사가 게시되기도 하며, 아마존과 같은 인터넷 서점 사이트에서도 가끔씩 등장하기도 한다.